# 孫潛
孙潜（4世纪—397年），字齐由，东晋太原郡中都县（治今山西省平遥县西南）人。孙盛的儿子。
孙潜担任豫章郡太守。殷仲堪讨伐王国宝时，孙潜在豫章郡中。殷仲堪逼孙潜担任谘议参军，他固辞不就，不久忧虑成疾而病故。他的弟弟是孫放。